# Clytocerus grusinicus
Clytocerus grusinicus är en tvåvingeart som beskrevs av Wagner 1981. Clytocerus grusinicus ingår i släktet Clytocerus och familjen fjärilsmyggor. Inga underarter finns listade i Catalogue of Life.